# 도마타군

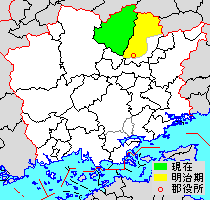
도마타군의 위치

도마타군(일본어: 苫田郡)은 일본 오카야마현의 군이다.
인구 11,273명, 면적 419.68km², 인구밀도 26.9명/km².(2025년 3월 1일, 추계인구)
이하 1개의 정으로 구성된다.
- 가가미노정(鏡野町)

## 역사
- 2005년 2월 28일 - 가모 정, 아바 촌이 쓰야마시에 편입되었다.
- 2005년 3월 1일 - 오쿠쓰 정, 가가미노 정, 가미사이바라 촌, 도미 촌이 합병해 새로운 가가미노 정이 되었다.